# Wherever I May Roam
Wherever I May Roam – piosenka zespołu  Metallica wydana na singlu w 1992 roku, która pochodzi z albumu Metallica (1991).
Utwór rozpoczyna się głównym riffem granym na elektrycznym sitarze. Za głośne „crack” słyszane w 0:30 utworu (a następnie wielokrotnie w całym utworze) odpowiedzialny jest basista Jason Newsted, który gra go na 12-strunowej gitarze basowej.
Utwór jest często wykonywany podczas koncertów zespołu na żywo. Został również zagrany z Orkiestrą Symfoniczną pod batutą Michaela Kamena na albumie S&M.

## Lista utworów
Singiel CD #1
1. „Wherever I May Roam”
2. „Fade to Black” (na żywo)
3. „Wherever I May Roam” (demo)

Singiel CD #2
1. „Wherever I May Roam”
2. „Last Caress / Am I Evil? / Battery” (na żywo)